# Macroglossum

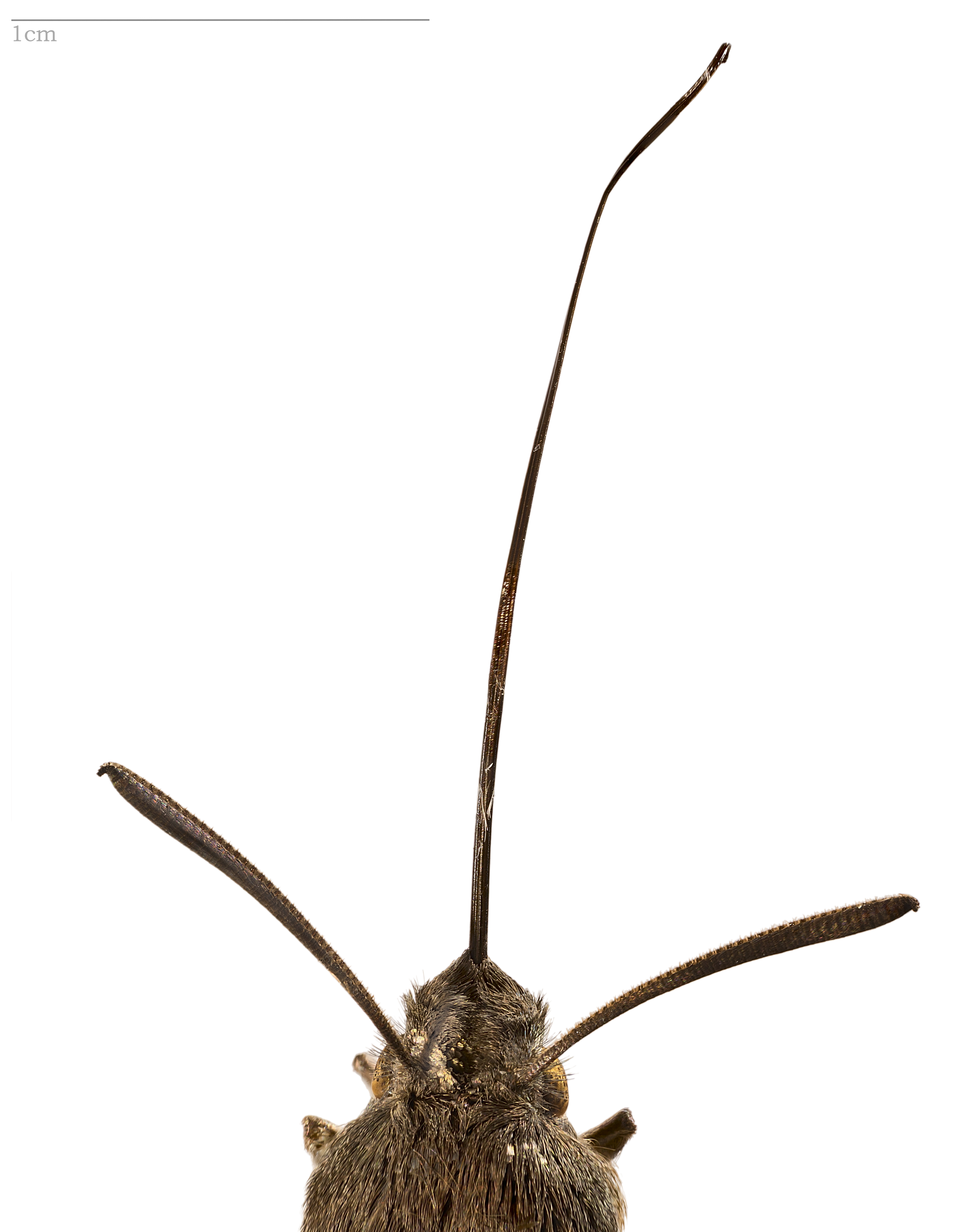
Macroglossum : Proboscida este alungită, ceea ce a inspirat denumirea speciilor. (Literal: limbă lungă)

Macroglossum este un gen de molii din familia Sphingidae. Sunt descrise mai mult de 110 specii.

## Specii
- Macroglossum adustum Rothschild & Jordan, 1916
- Macroglossum aesalon Mabille, 1879
- Macroglossum affictitia Butler, 1875
- Macroglossum albigutta Rothschild & Jordan, 1903
- Macroglossum albolineata Clark, 1935
- Macroglossum alcedo Boisduval, 1832
- Macroglossum alluaudi de Joannis, 1893
- Macroglossum amoenum Rothschild & Jordan, 1903
- Macroglossum aquila Boisduval, 1875
- Macroglossum arimasi Hogenes & Treadaway, 1993
- Macroglossum assimilis Swainson, 1821
- Macroglossum augarra Rothschild, 1904
- Macroglossum avicula Boisduval, 1875
- Macroglossum backi Eitschberger, 2009
- Macroglossum belis (Linnaeus, 1758)
- Macroglossum bifasciata (Butler, 1875)
- Macroglossum bombylans Boisduval, 1875
- Macroglossum buini Clark, 1926
- Macroglossum buruensis Holland, 1900
- Macroglossum cadioui Schnitzler & Speidel, 2004
- Macroglossum caldum Jordan, 1926
- Macroglossum calescens Butler, 1882
- Macroglossum castaneum Rothschild & Jordan, 1903
- Macroglossum clemensi Cadiou, 1998
- Macroglossum corythus Walker, 1856
- Macroglossum dohertyi Rothschild, 1894
- Macroglossum eggeri Eitschberger, 2003
- Macroglossum eichhorni Rothschild & Jordan, 1903
- Macroglossum faro (Cramer, 1779)
- Macroglossum fischeri Eitschberger, 2009
- Macroglossum fritzei Rothschild & Jordan, 1903
- Macroglossum fruhstorferi Huwe, 1895
- Macroglossum glaucoptera Butler, 1875
- Macroglossum godeffroyi (Butler, 1882)
- Macroglossum gyrans Walker, 1856
- Macroglossum haslami Clark, 1922
- Macroglossum haxairei Eitschberger, 2003
- Macroglossum heliophila Boisduval, 1875
- Macroglossum hemichroma Butler, 1875
- Macroglossum hirundo Boisduval, 1832
- Macroglossum incredibile Eitschberger, 2006
- Macroglossum insipida Butler, 1875
- Macroglossum jani Hogenes & Treadaway, 1998
- Macroglossum joannisi Rothschild & Jordan, 1903
- Macroglossum kadneri Eitschberger, 2004
- Macroglossum kishidai Cadiou, 1998
- Macroglossum kitchingi Cadiou, 1997
- Macroglossum kleineri Eitschberger, 2006
- Macroglossum lepidum Rothschild & Jordan, 1915
- Macroglossum leytensis Eitschberger, 2006
- Macroglossum limata Swinhoe, 1892
- Macroglossum luteata Butler, 1875
- Macroglossum malitum Zwick & Treadaway, 2001
- Macroglossum marquesanum Collenette, 1935
- Macroglossum mediovitta Rothschild & Jordan, 1903
- Macroglossum meeki Rothschild & Jordan, 1903
- Macroglossum melanoleuca Cadiou & Schnitzler, 2001
- Macroglossum melas Rothschild & Jordan, 1903
- Macroglossum micacea Walker, 1856
- Macroglossum milvus (Boisduval, 1833)
- Macroglossum mitchellii Boisduval, 1875
- Macroglossum moecki Rutimeyer, 1969
- Macroglossum mouldsi Lachlan & Kitching, 2001
- Macroglossum multifascia Rothschild & Jordan, 1903
- Macroglossum napolovi Eitschberger, 2004
- Macroglossum nemesis Cadiou, 1998
- Macroglossum neotroglodytus Kitching & Cadiou, 2000
- Macroglossum nigellum Rothschild & Jordon, 1916
- Macroglossum nubilum Rothschild & Jordan, 1903
- Macroglossum nycteris Kollar, 1844
- Macroglossum oceanicum Rothschild & Jordan, 1915
- Macroglossum pachycerus Rothschild & Jordan, 1903
- Macroglossum palawana Eitschberger & Treadaway, 2004
- Macroglossum particolor Rothschild & Jordan, 1903
- Macroglossum passalus (Drury, 1773)
- Macroglossum paukstadtorum Eitschberger, 2005
- Macroglossum perplexum Eitschberger, 2003
- Macroglossum phocinum Rothschild & Jordan, 1903
- Macroglossum poecilum Rothschild & Jordan, 1903
- Macroglossum prometheus Boisduval, 1875
- Macroglossum pseudocorythus Eitschberger, 2003
- Macroglossum pseudoluteata Eitschberger, 2003
- Macroglossum pseudonigellum Eitschberger, 2006
- Macroglossum pyrrhosticta Butler, 1875
- Macroglossum rectans Rothschild & Jordan, 1903
- Macroglossum regulus Boisduval, 1875
- Macroglossum reithi Cadiou, 1997
- Macroglossum ronja Eitschberger, 2009
- Macroglossum saga Butler, 1878
- Macroglossum schnitzleri Cadiou, 1998
- Macroglossum semifasciata Hampson, 1893
- Macroglossum sitiene Walker, 1856
- Macroglossum soror Rothschild & Jordan, 1903
- Macroglossum spilonotum Rothschild & Jordon, 1912
- Macroglossum stellatarum (Linnaeus, 1758)
- Macroglossum stenoxanthum Turner, 1925
- Macroglossum stevensi Clark, 1935
- Macroglossum stigma Rothschild & Jordan, 1903
- Macroglossum sulai Eitschberger, 2003
- Macroglossum svetlana Eitschberger & Fischer, 2009
- Macroglossum sylvia Boisduval, 1875
- Macroglossum tangalleum Eitschberger & Schnitzler, 2006
- Macroglossum tenebrosa Lucas, 1891
- Macroglossum tenimberi Clark, 1920
- Macroglossum trigi Eitschberger, 2004
- Macroglossum trochilus (Hübner, 1823)
- Macroglossum ungues Rothschild & Jordan, 1903
- Macroglossum vacillans Walker, 1865
- Macroglossum vadenberghi Hogenes, 1984
- Macroglossum variegatum Rothschild & Jordan, 1903
- Macroglossum vicinum Jordan, 1923
- Macroglossum vidua Rothschild & Jordan, 1903
- Macroglossum wolframmeyi Eitschberger & Treadaway, 2004

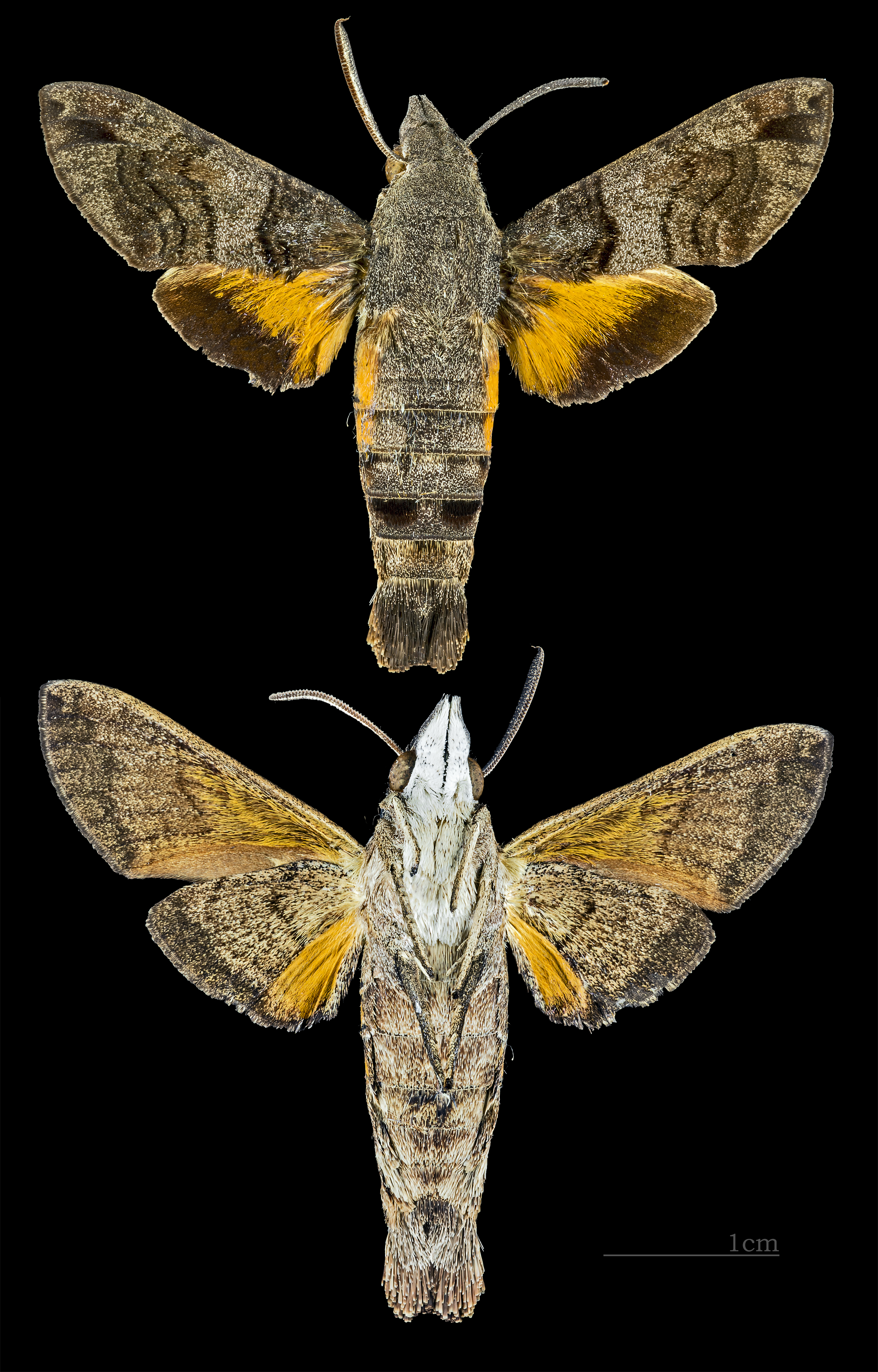
Macroglossum affictitia
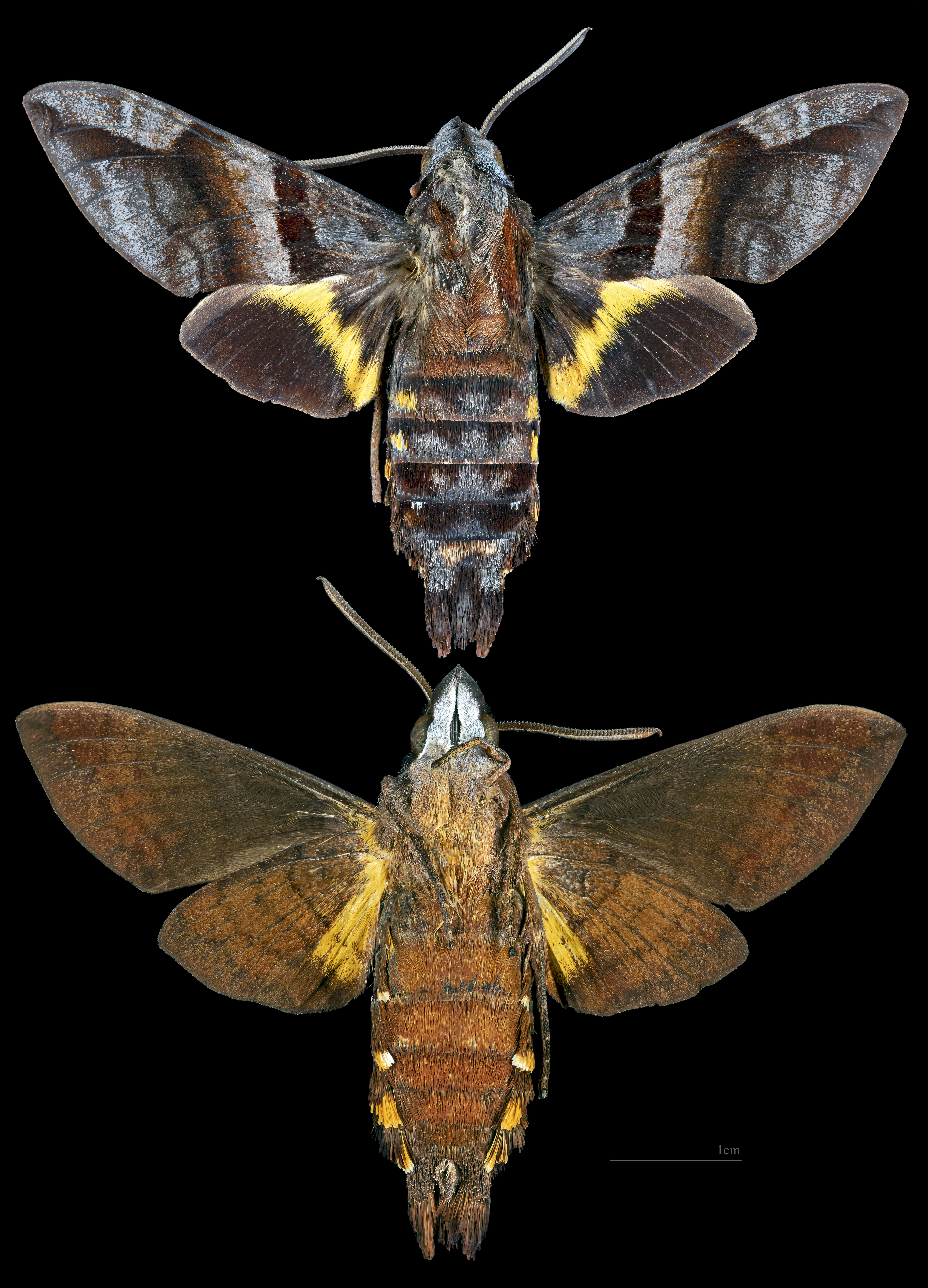
Macroglossum augarra
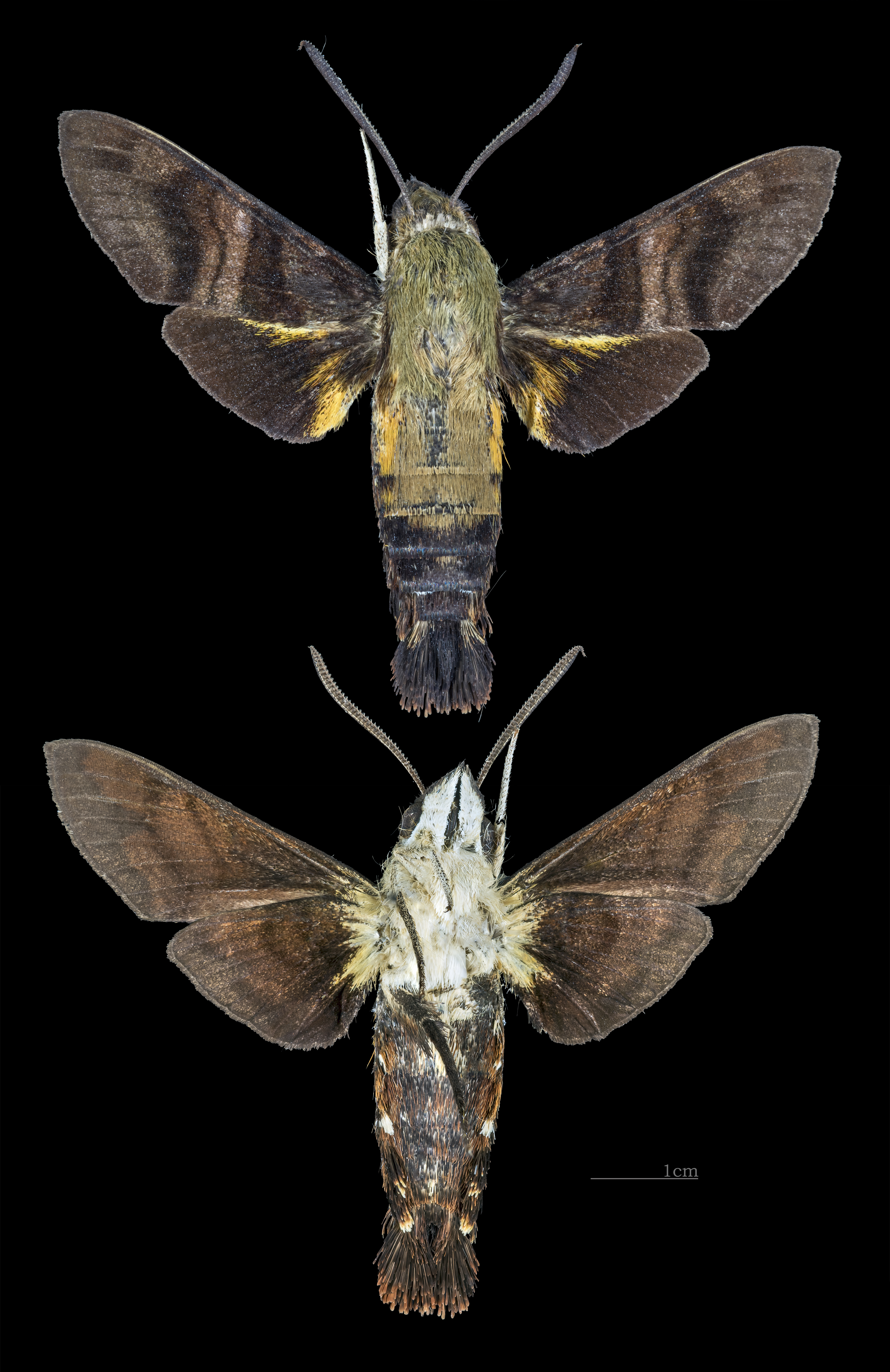
Macroglossum avicula
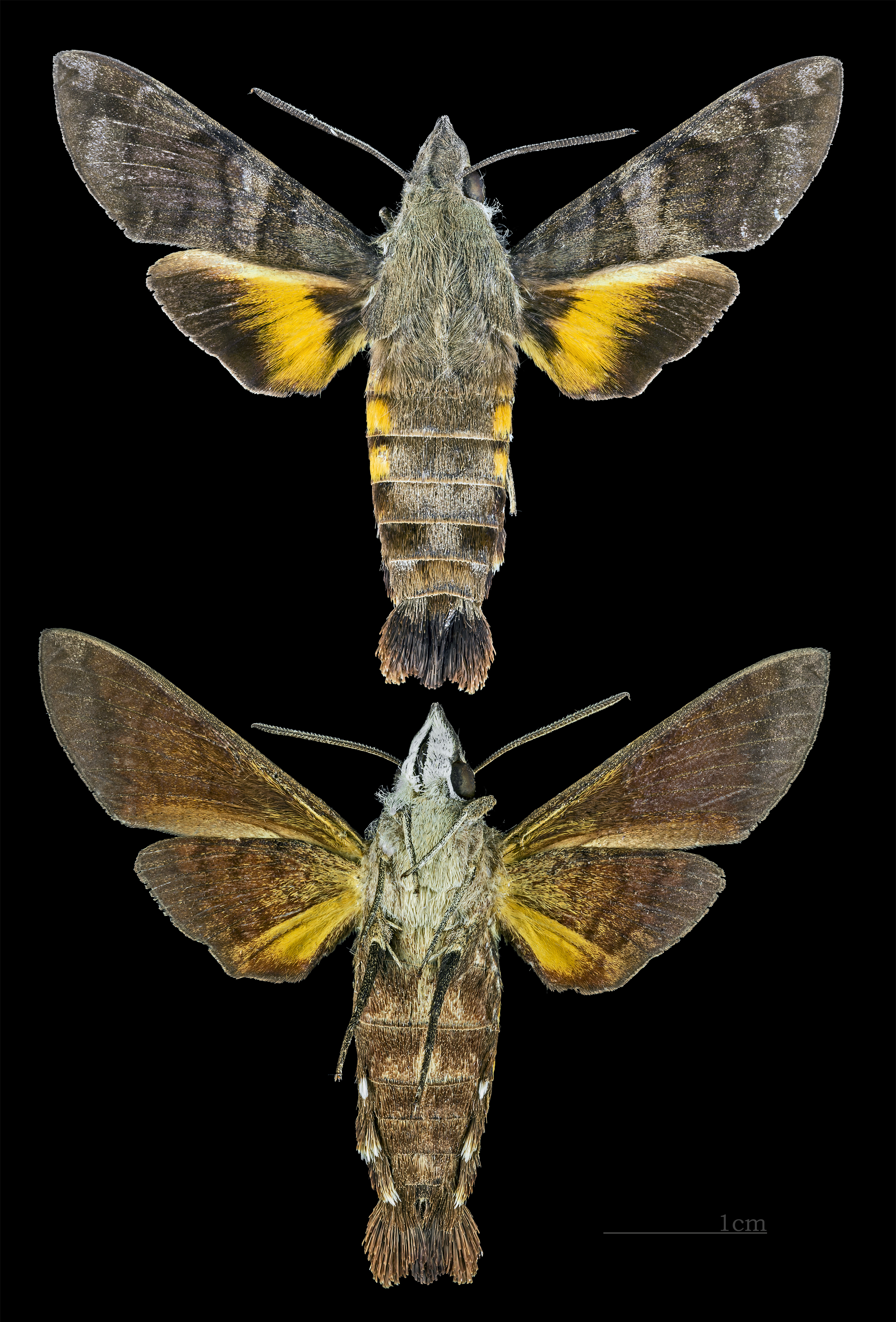
Macroglossum belis
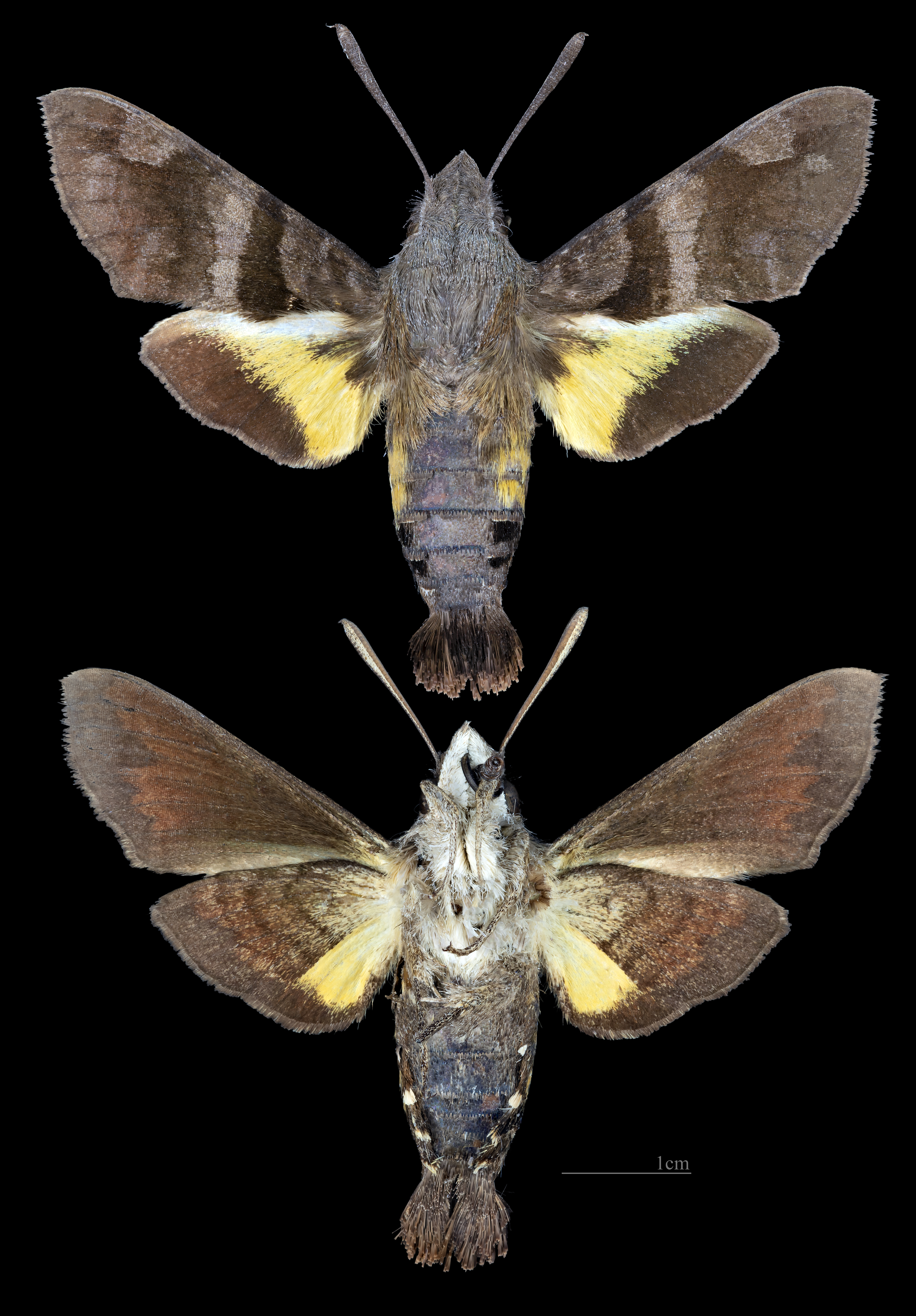
Macroglossum bifasciata
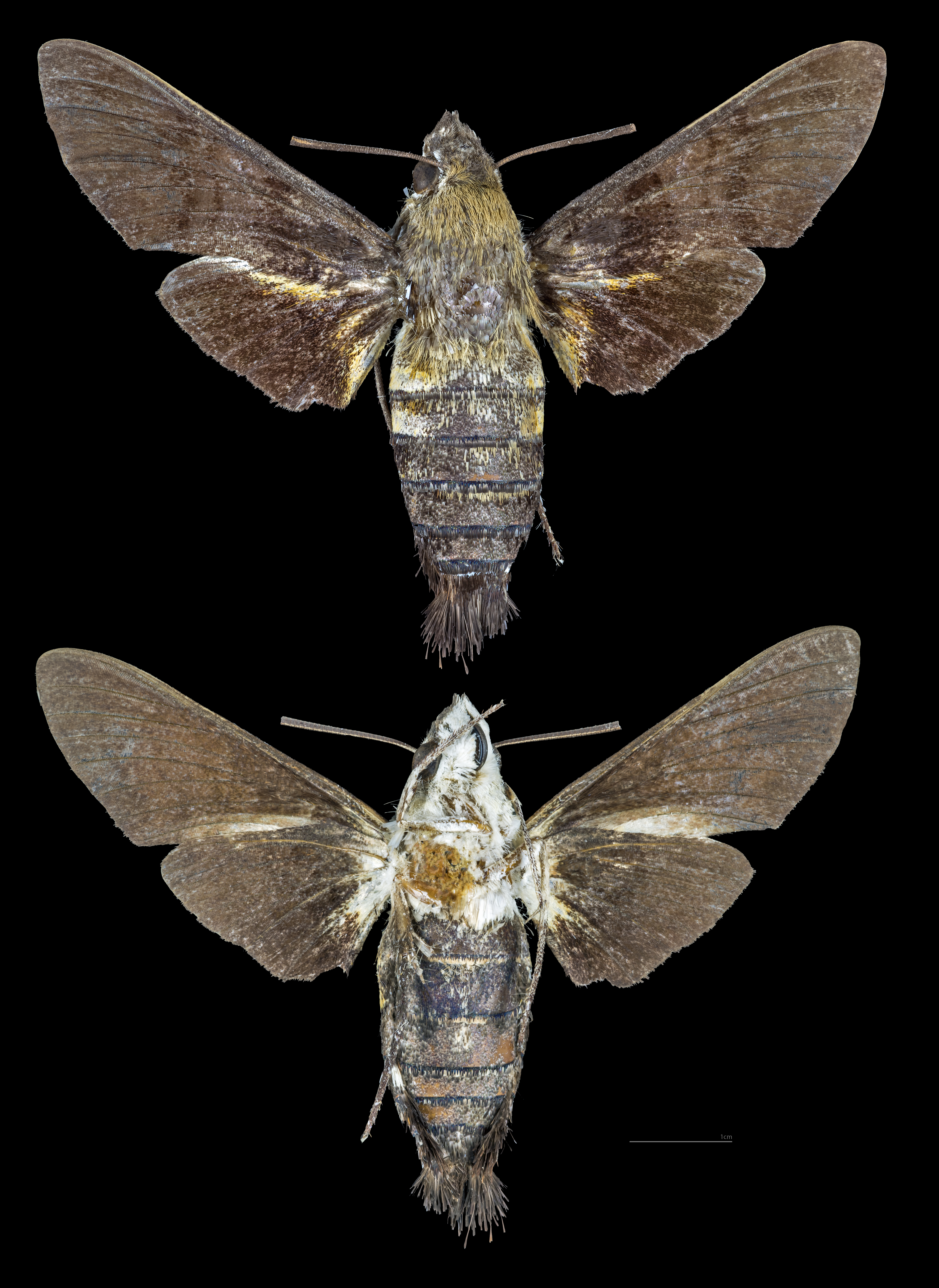
Macroglossum bombylans
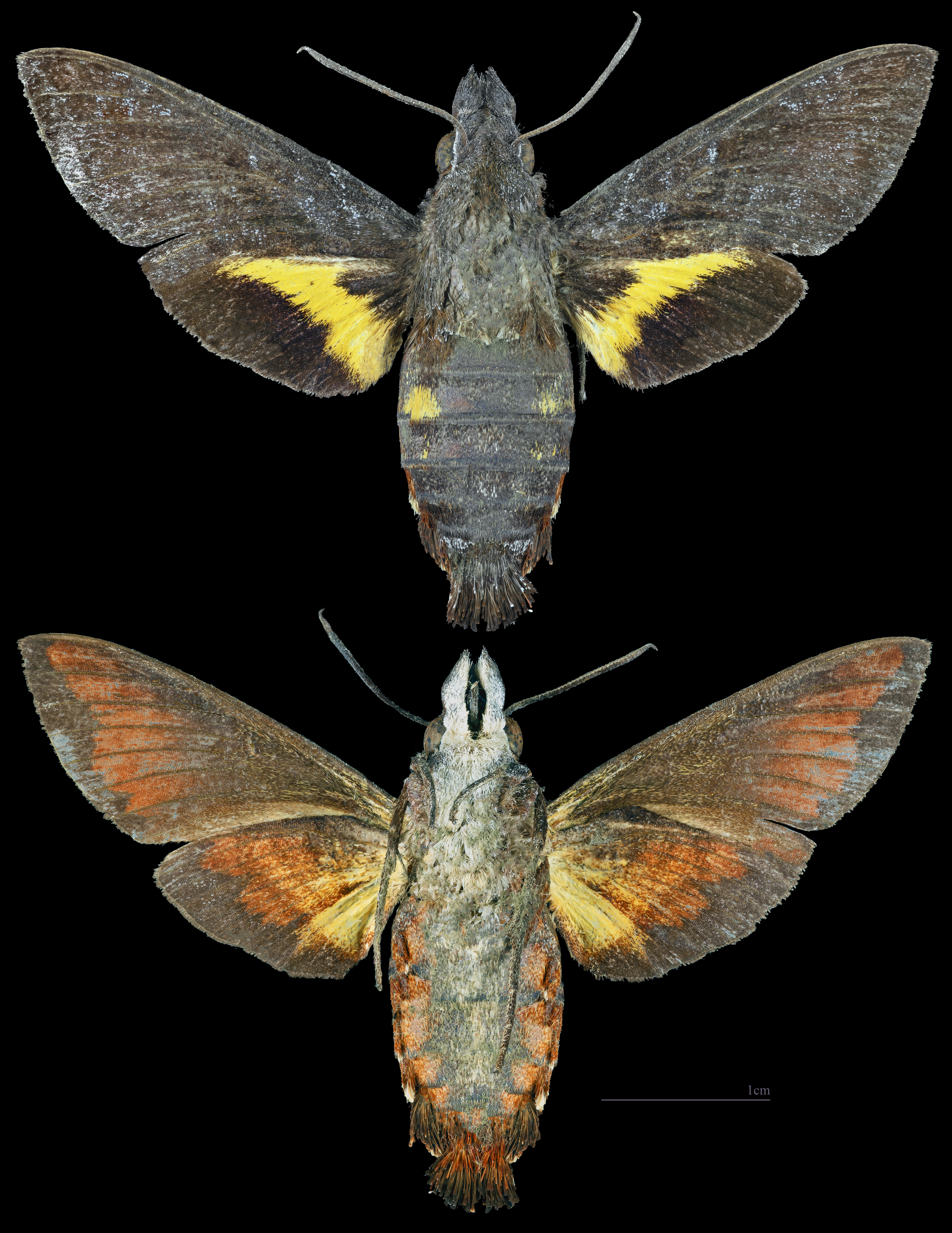
Macroglossum caldum
Macroglossum corythus
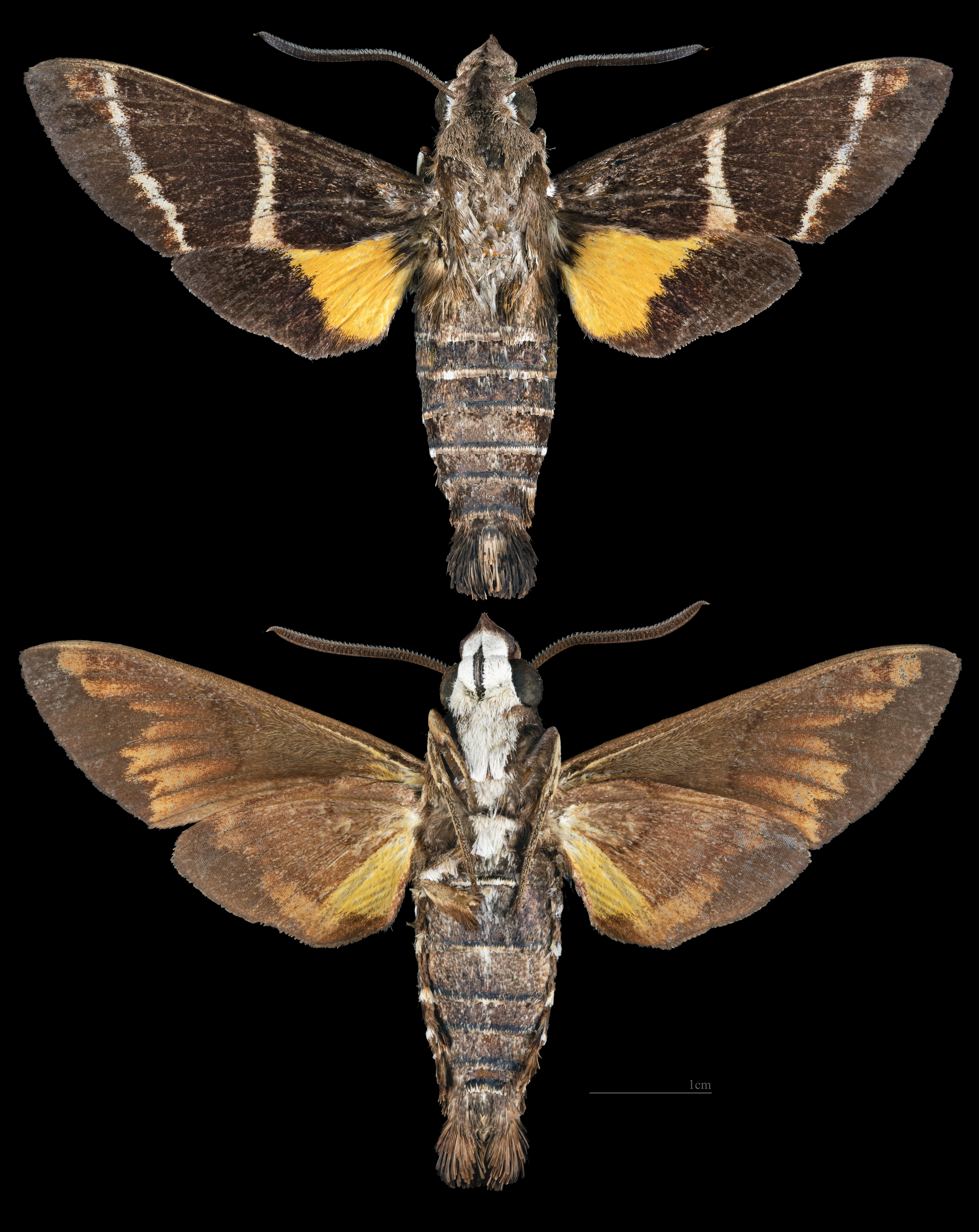
Macroglossum dohertyi
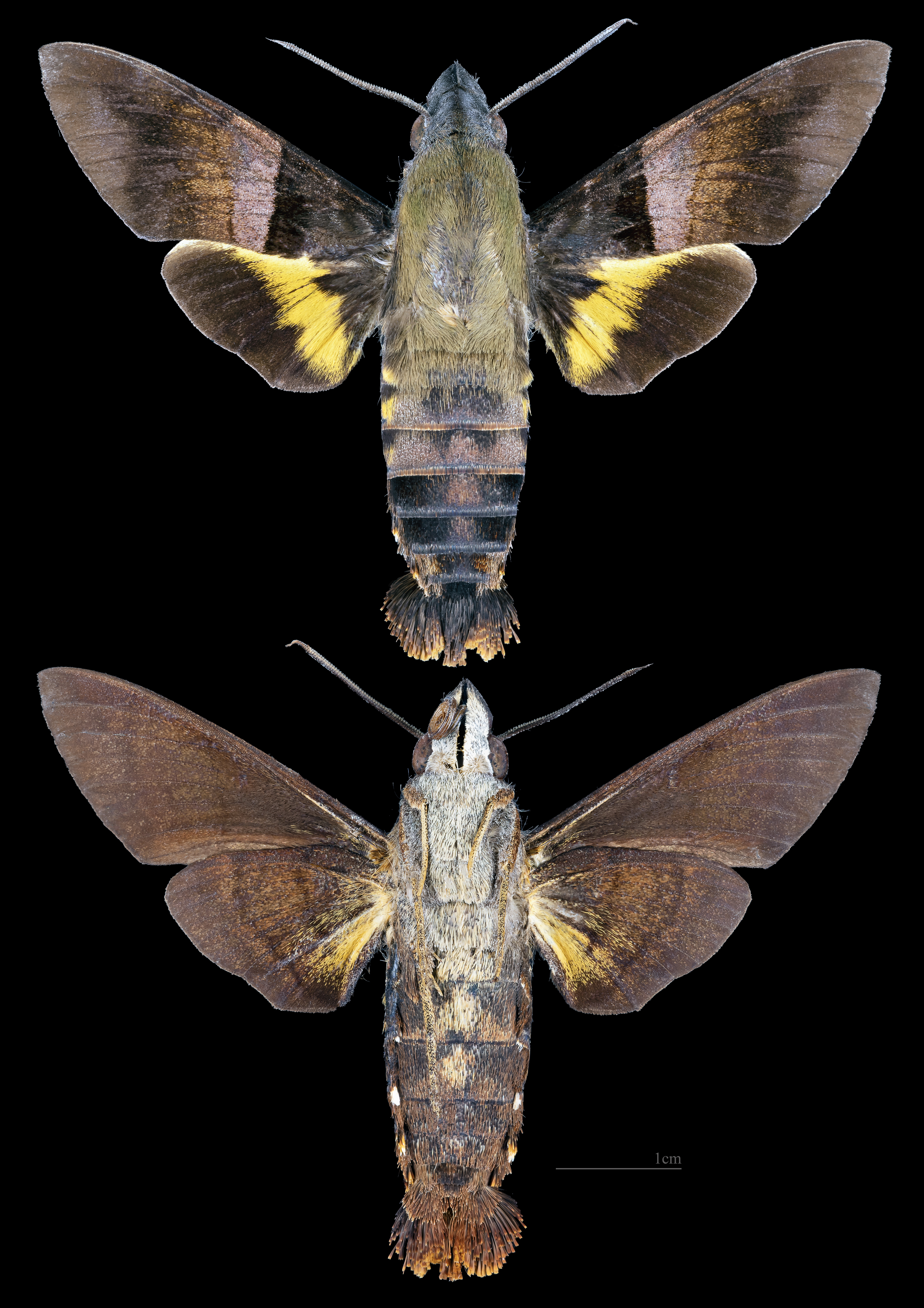
Macroglossum faro
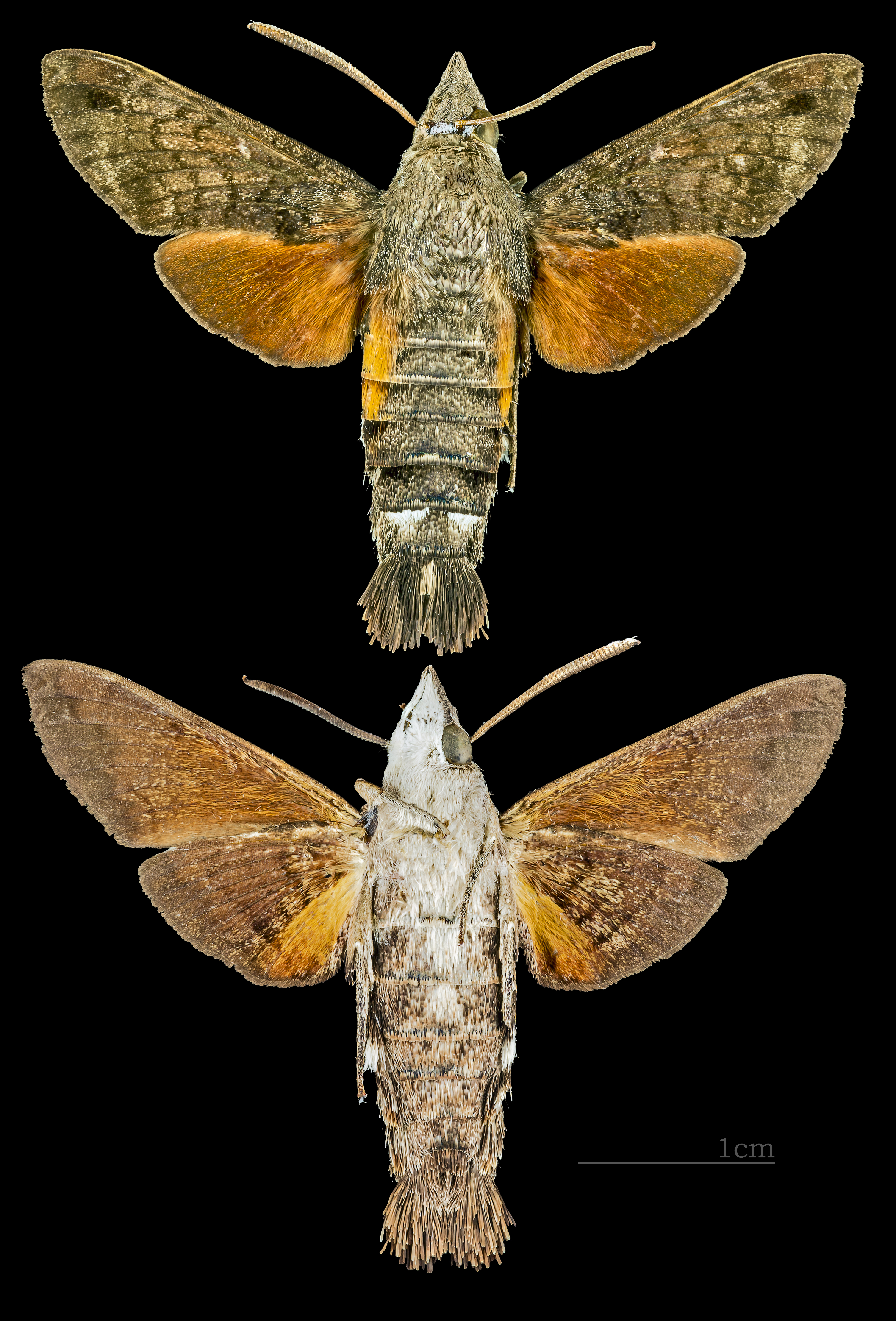
Macroglossum gyrans
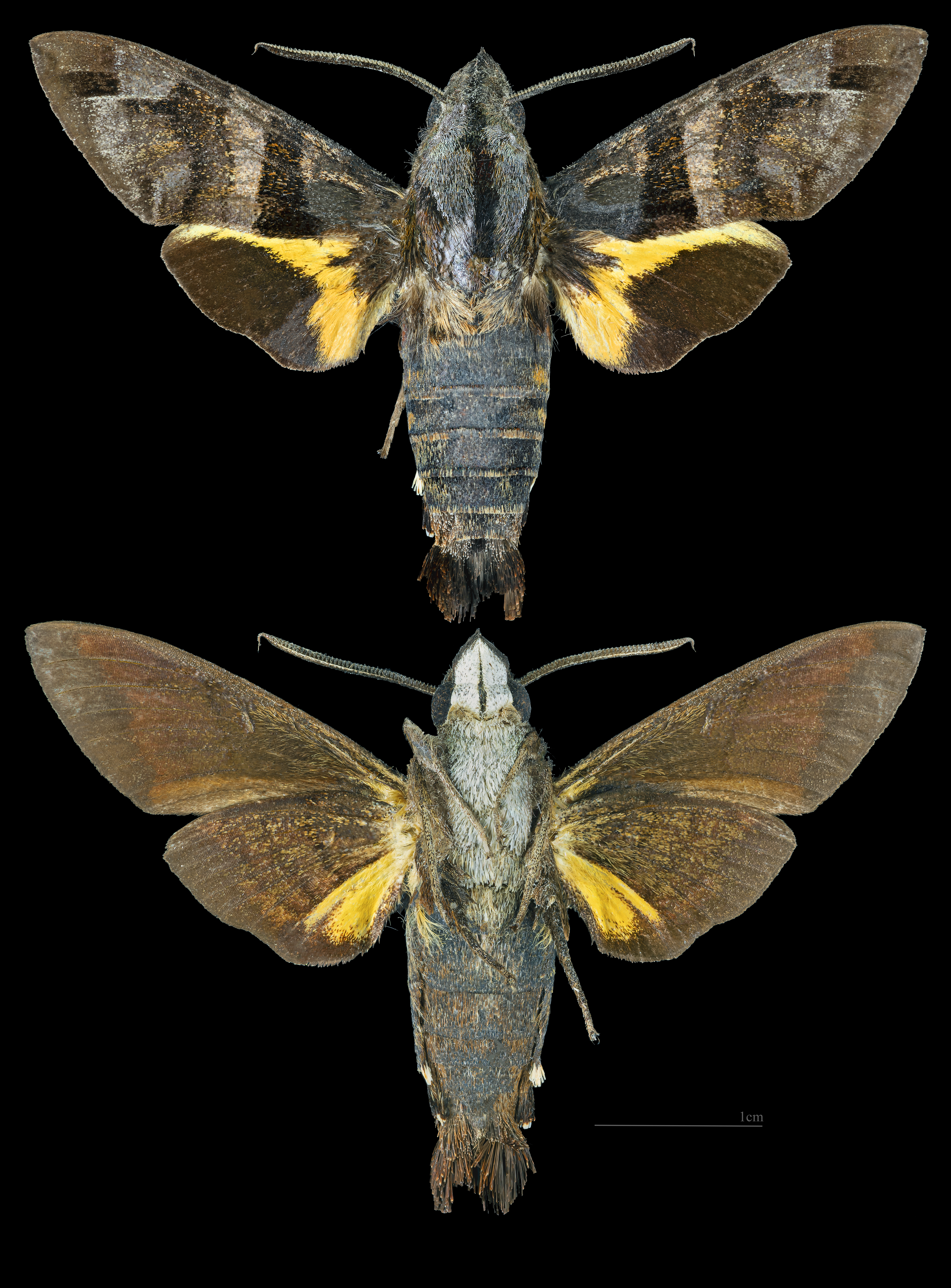
Macroglossum heliophila
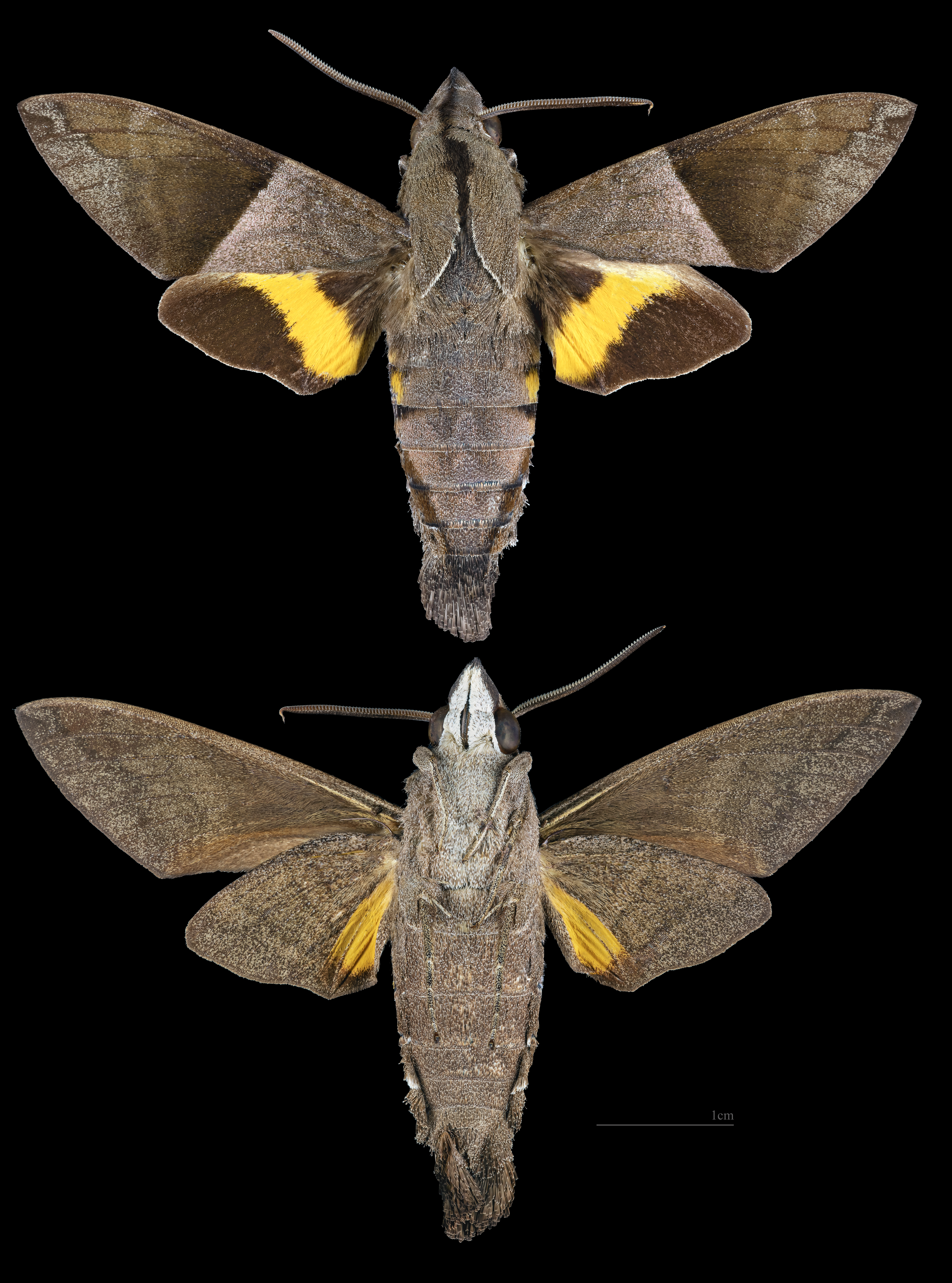
Macroglossum hemichroma
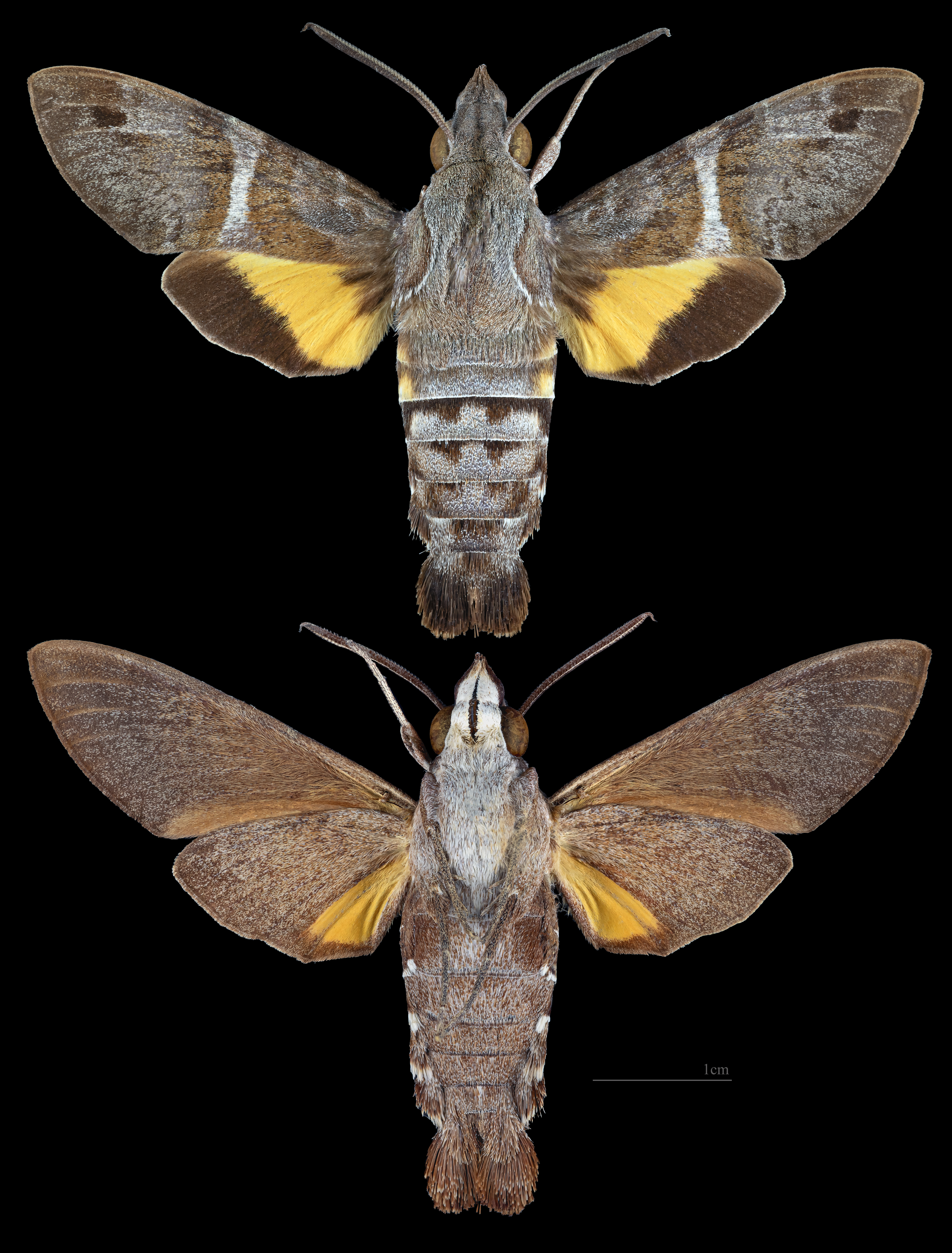
Macroglossum hirundo
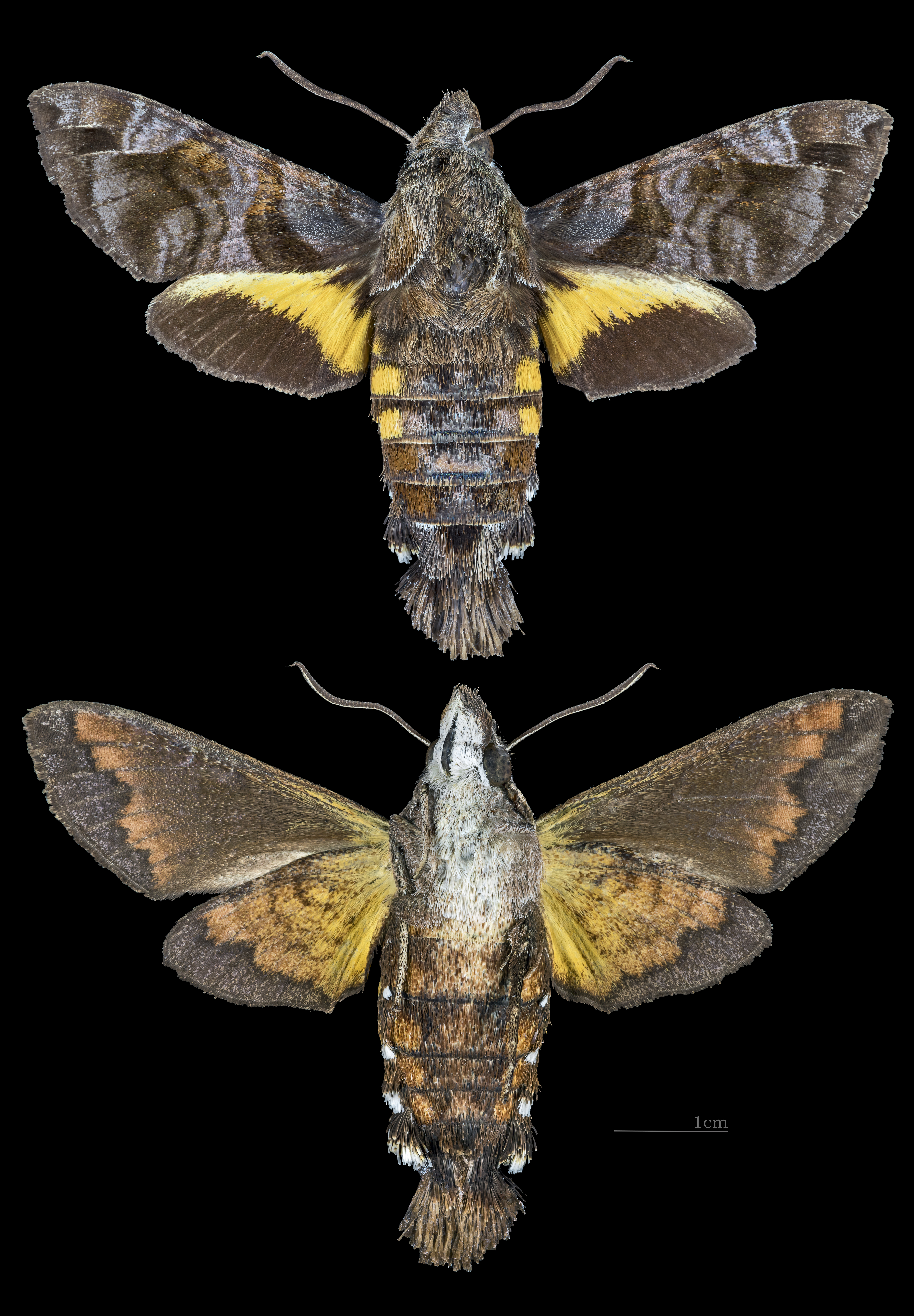
Macroglossum insipida'
Macroglossum kitchingi
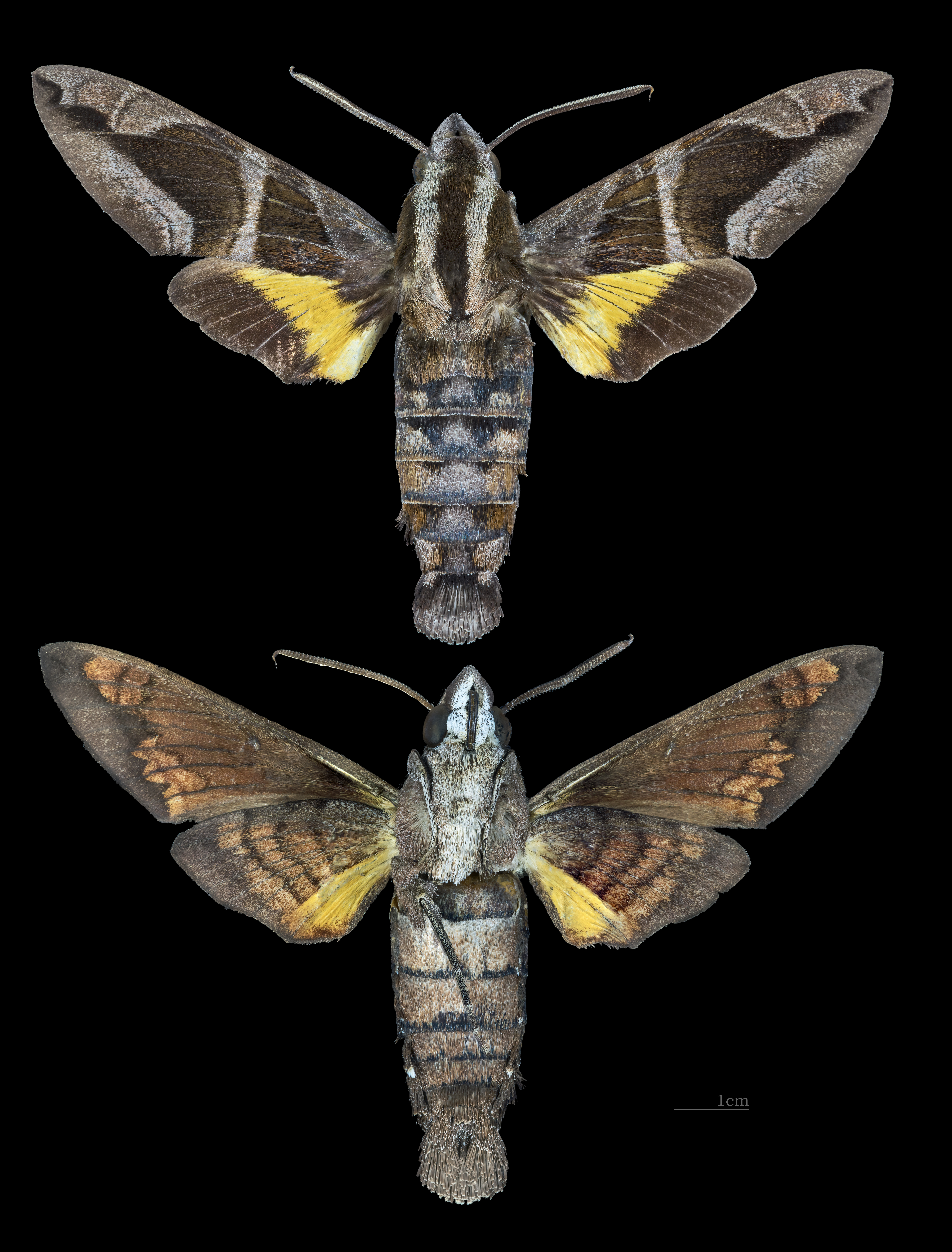
Macroglossum mitchelli
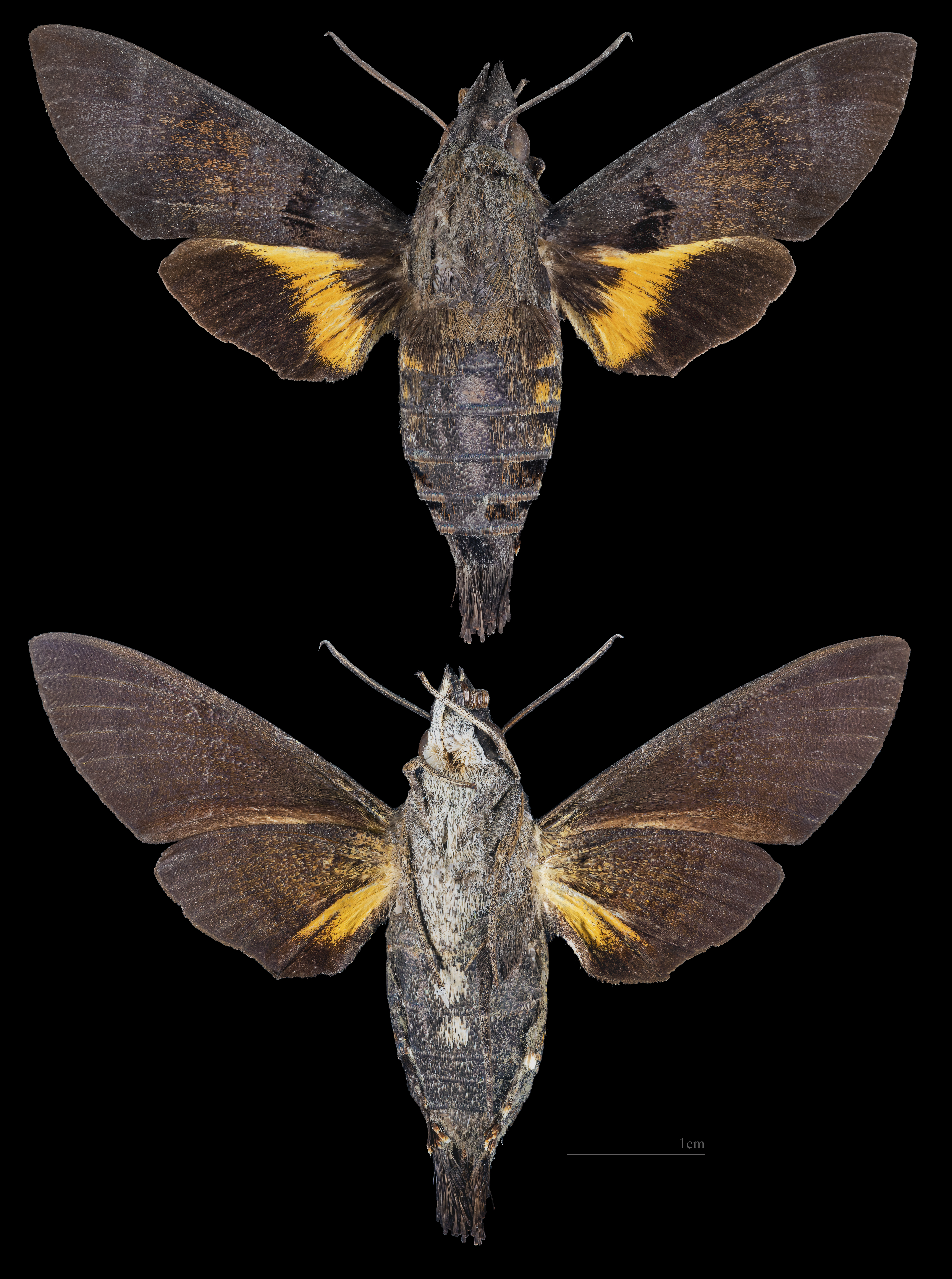
Macroglossum nigellum
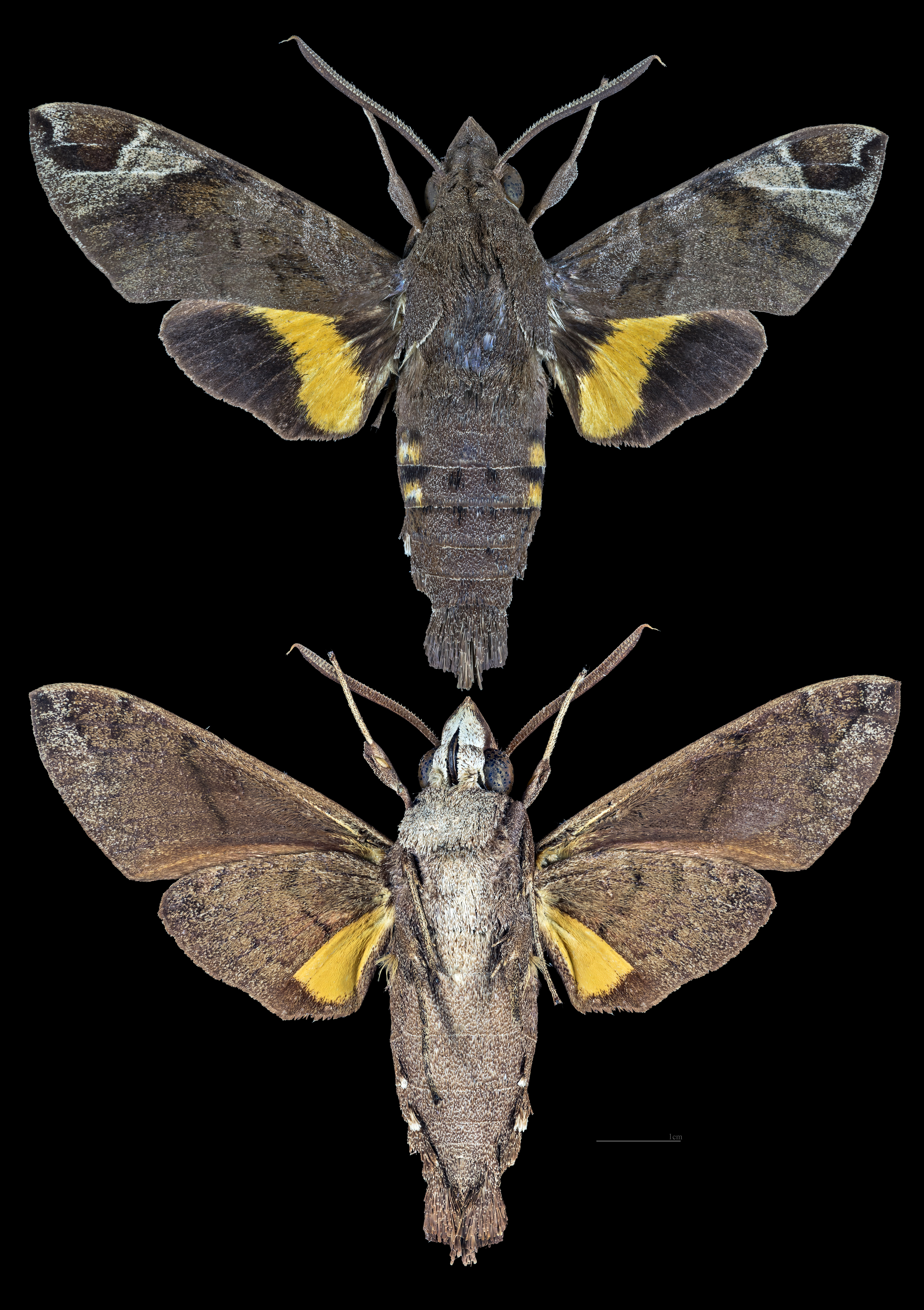
Macroglossum nubilum
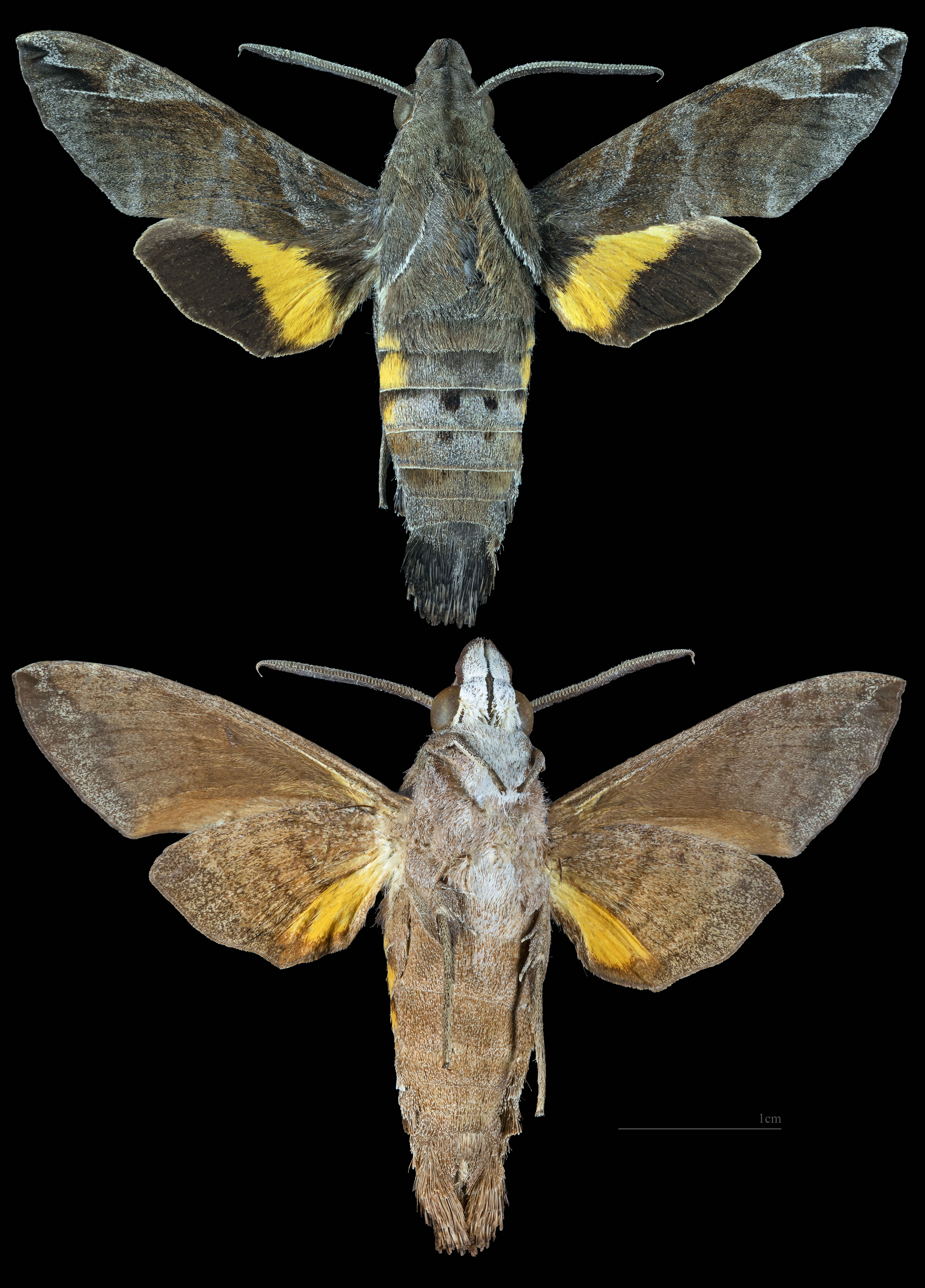
Macroglossum prometheus
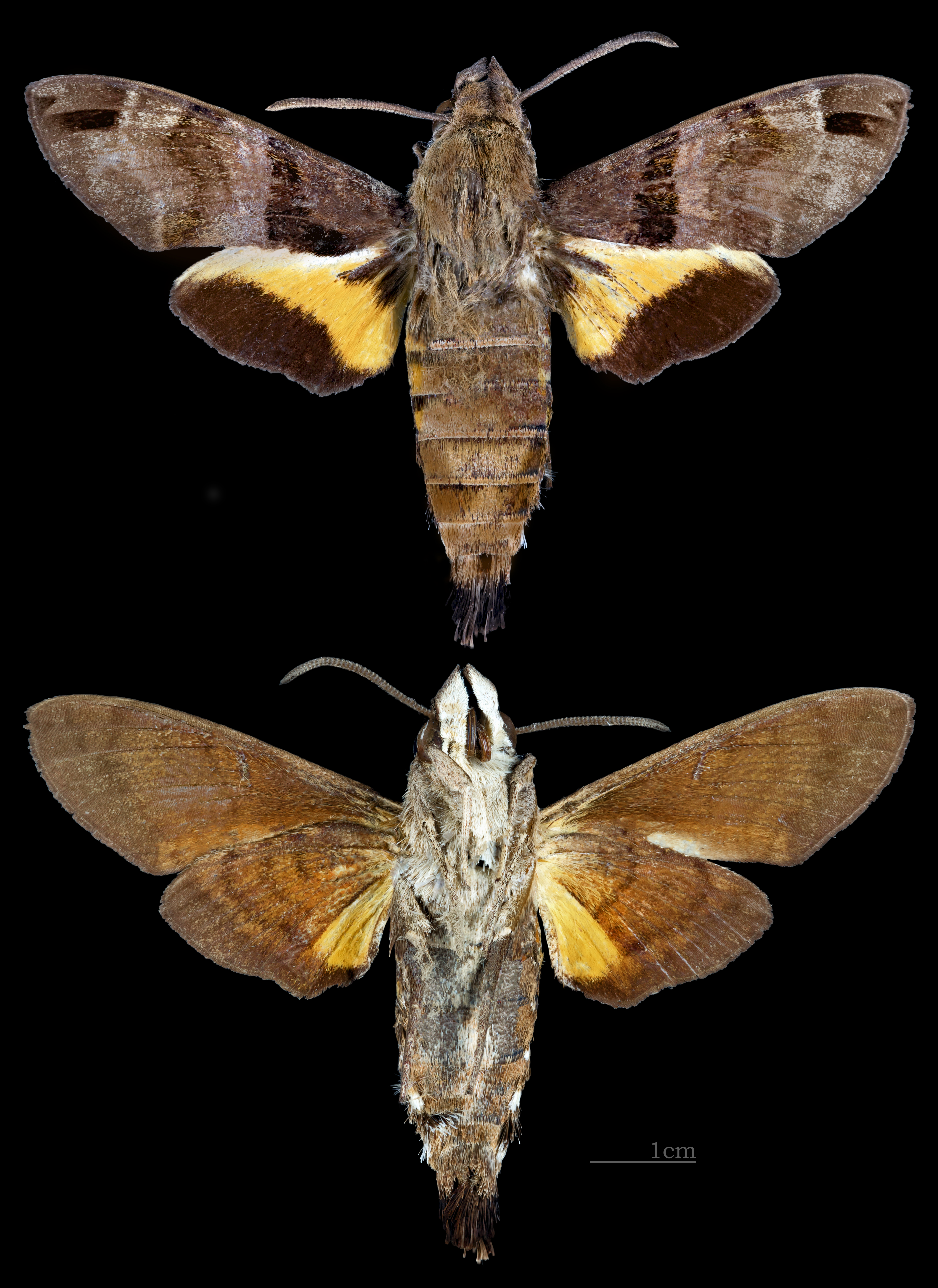
Macroglossum pyrrhosticta
Macroglossum reithi
Macroglossum semifasciata
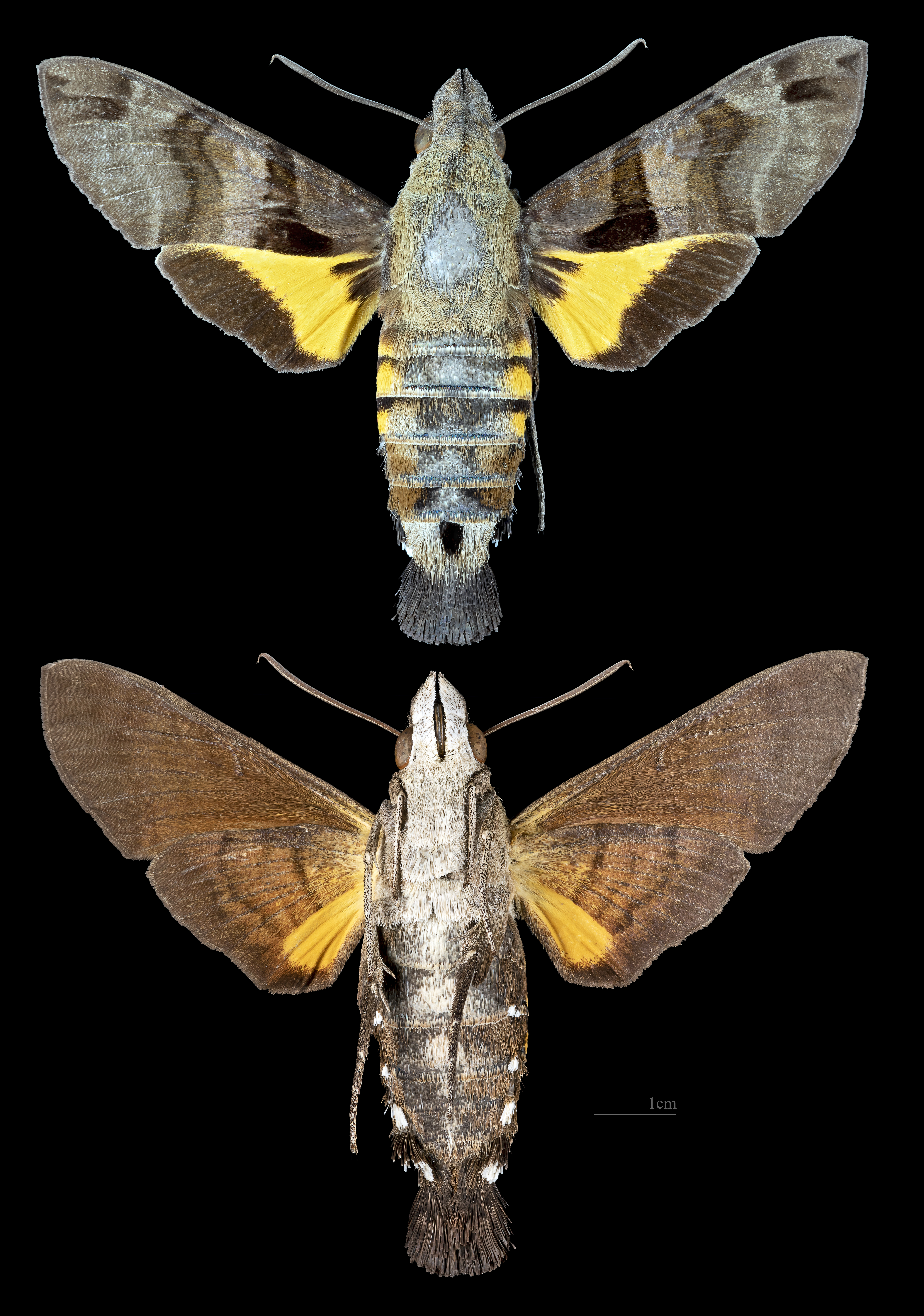
Macroglossum sitiene
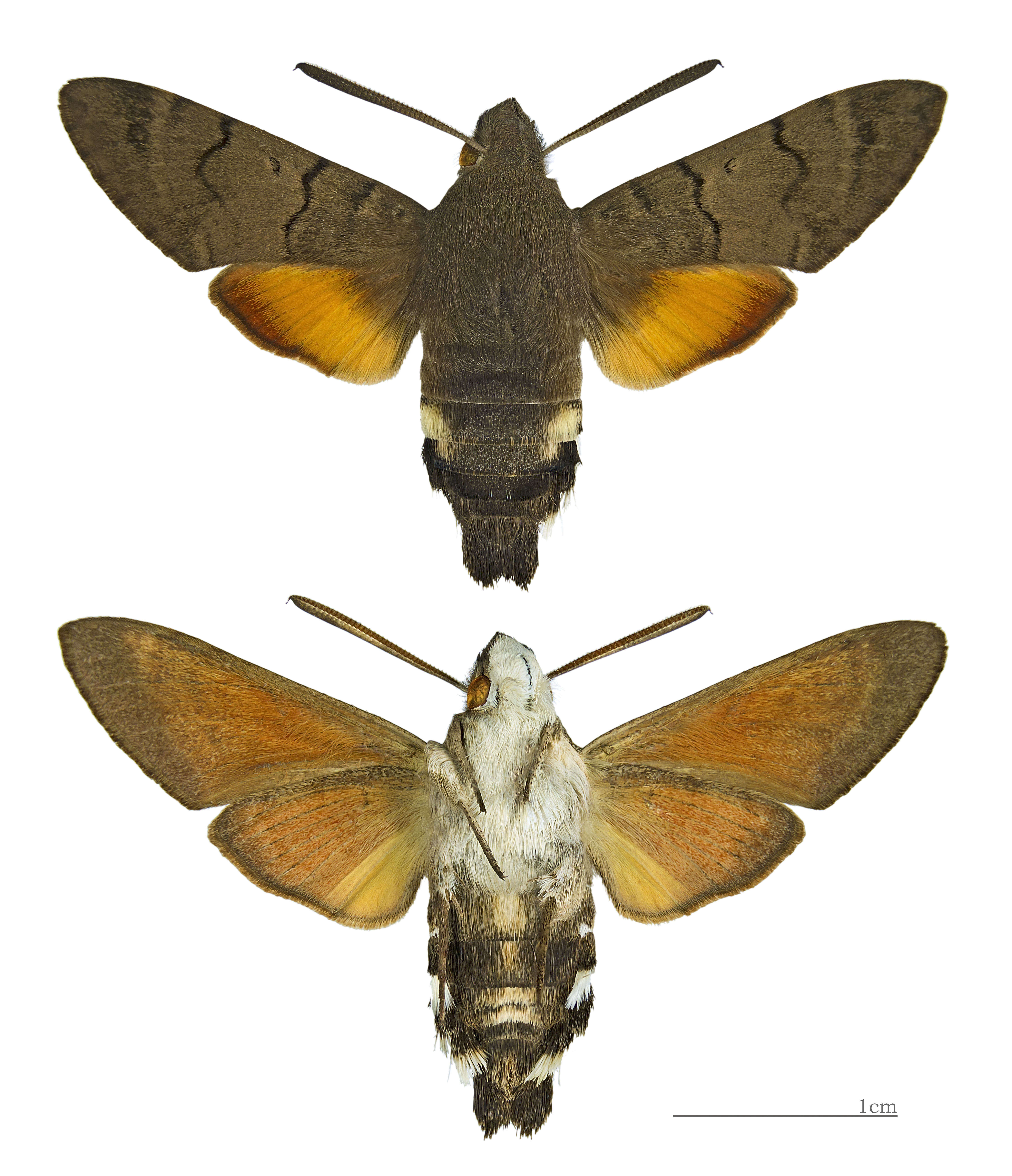
Macroglossum stellatarum
Macroglossum sylvia
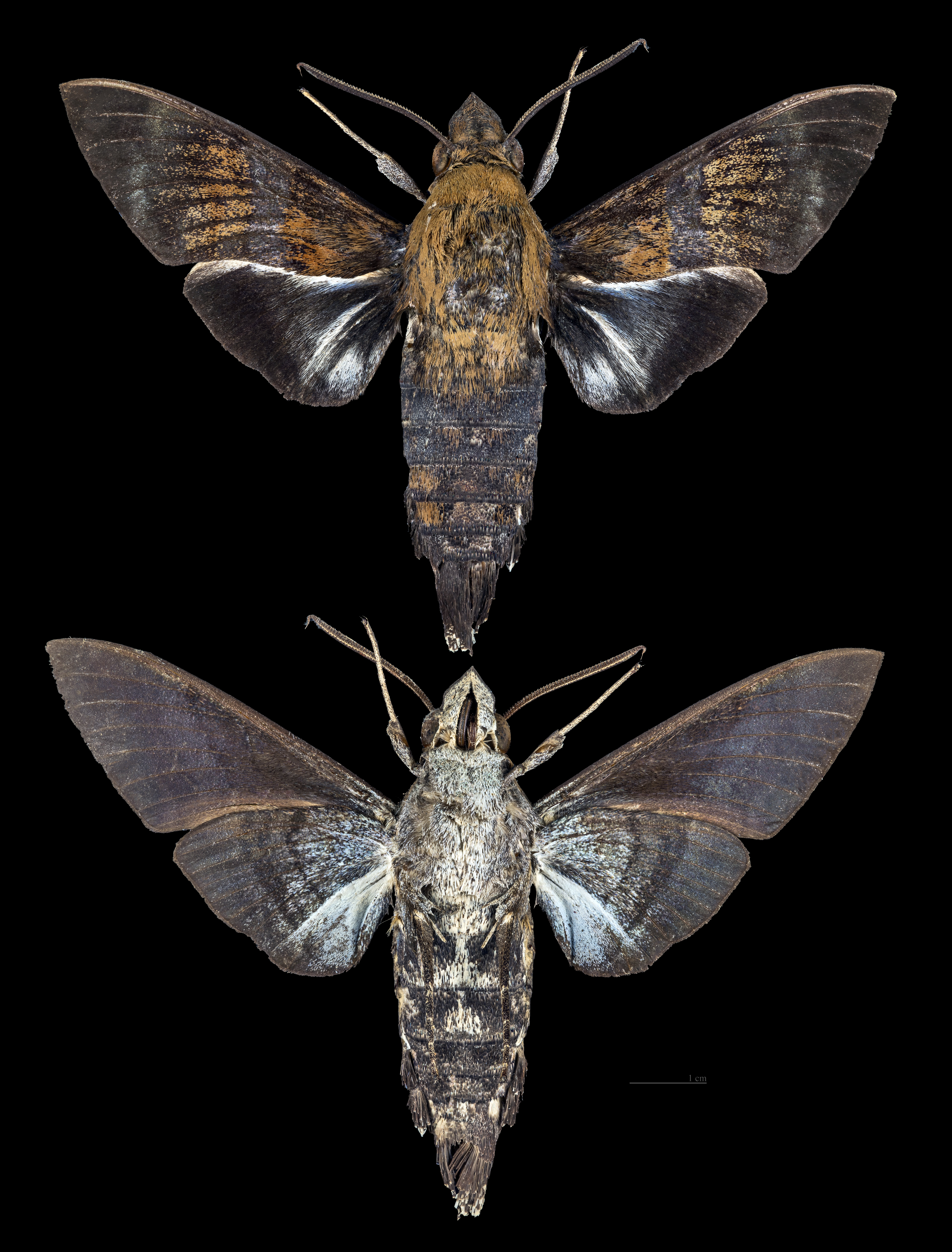
Macroglossum tenebrosa
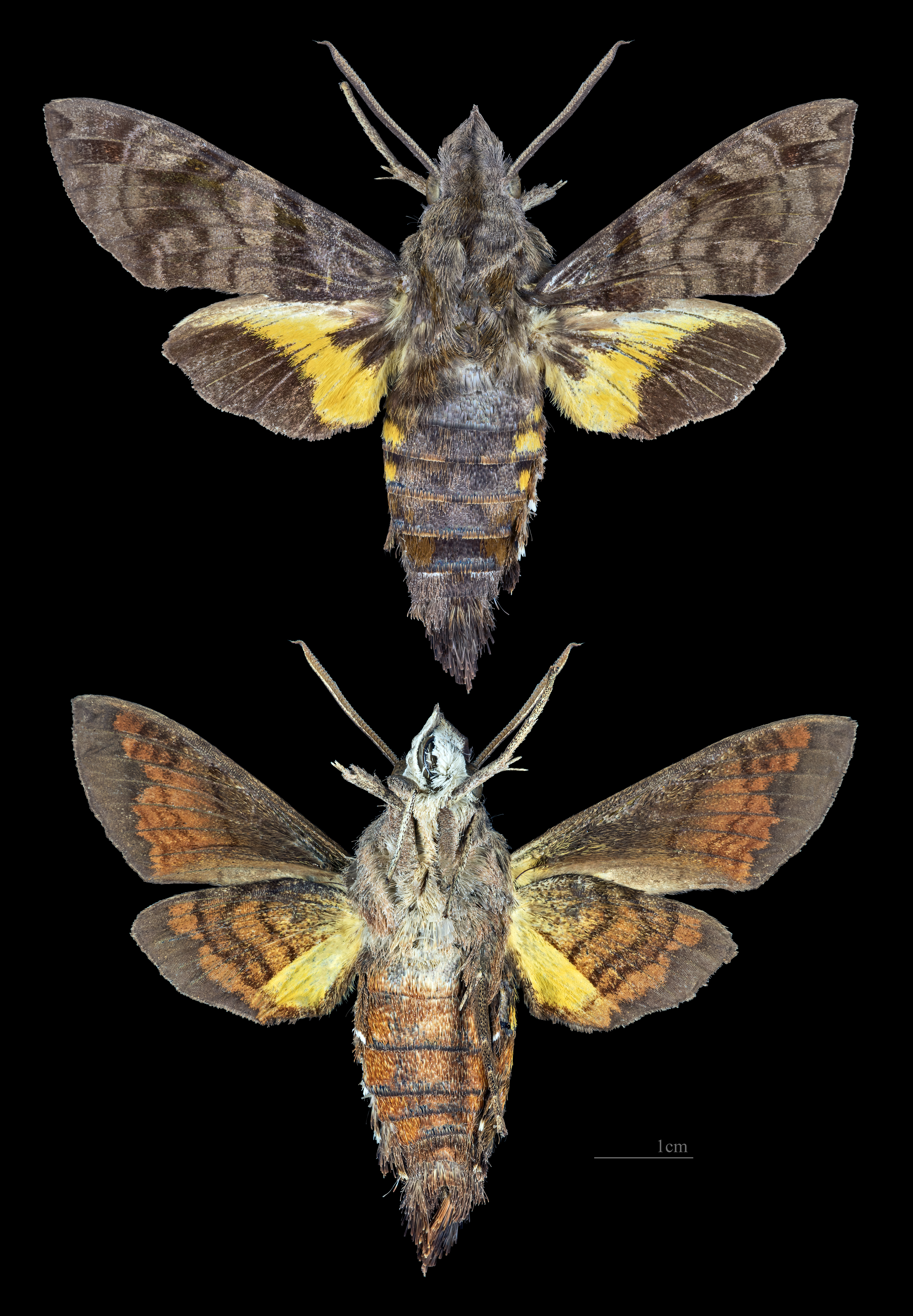
Macroglossum ungues